# あゆみ野農業協同組合
あゆみ野農業協同組合（あゆみののうぎょうきょうどうくみあい、JAあゆみ野、あゆみ野農協）は、かつて存在した埼玉県川口市に本所を置く農業協同組合。川口市の東部および草加市（青柳町・柿木町を除く。青柳町・柿木町は、JA越谷市の管轄）を営業エリアとする。

## 概要
- 2000年（平成12年）10月 - 神根、川口新郷、安行、川口市戸塚の4農協が合併し発足
- 2008年（平成20年）4月 - 草加市農業協同組合と合併、株式会社安行植物取引所を子会社化
- 2014年（平成26年）11月27日 - 北足立郡市地区JA合併協議会の設立総会を浦和ロイヤルパインズホテルで開催。
- 2016年（平成28年）4月1日 - さいたま、戸田市、川口市、あゆみ野、鴻巣市、あだち野の6JAが合併し、さいたま市に本部を置く新生「さいたま農業協同組合」が発足。JAあゆみ野は消滅。

## 店舗
- 本店
  - 配送センター
  - 安行ガスセンター
- 神根支店
  - 神根支店購買店舗
  - 農機センター
- 新郷支店
  - 新郷支店購買店舗
- 安行支店
  - 安行支店購買店舗
- 北谷支店
- 戸塚支店
  - 戸塚支店購買店舗
- 差間支店
- 草加支店
  - 草加資産管理センター
- 新田支店
  - 草加ガスセンター
- 谷塚支店
  - 谷塚農産物直売所
- 草加経済センター
  - グリーンショップ草加
- 安行農産物直売所
- グリーンショップ新田
- 安行園芸センター
- JAグリーンホール新田